# Franconia (Schiff, 1972)
Franconia ist der Name eines deutschen Fahrgastschiffes.

## Geschichte
Die Franconia wurde 1972 unter der Baunummer 242 auf der Schiffswerft Sürken in Papenburg gebaut. Laut Günter Benja, der den Schiffsnamen offenbar irrtümlich mit k schreibt, war sie im Jahr 1975 noch 52 Meter lang, aber bereits 8,8 Meter breit. Sie hatte damals einen Tiefgang von 1,3 Metern und zwei Antriebseinheiten mit einer Leistung von insgesamt 500 PS, die eine Geschwindigkeit von 27 km/h ermöglichten, und eine Zulassung für die Beförderung von 600 Personen. Das Schiff gehörte zu Benjas Zeit zur Flotte der Fränkischen Personen-Schiffahrt [sic!] in Würzburg, die auch die Moritz, die Neptun und die Undine betrieb. Die Franconia war das jüngste Schiff des Unternehmens.
Laut Dieter Schubert wurde das Schiff im Jahr 1987 bei der Bayerischen Schiffbaugesellschaft in Erlenbach am Main um 13 Meter verlängert. Schubert gibt die Länge des Schiffes mit 65 Metern an, die Breite nach wie vor mit 8,8 Metern, den Tiefgang mit nur noch 1,2 Metern. Trotz der Vergrößerung durfte die Franconia auch zu Schuberts Zeiten nicht mehr Fahrgäste befördern als zu Benjas Zeiten. Das Schiff hatte laut Schubert eine Sonderzulassung für Mehrtagesfahrten mit Übernachtung an Bord. Zu diesem Behufe wurden Kabinentrennwände aufgestellt. Schubert erwähnt außerdem eine rollstuhlgerechte Ausstattung des Schiffes. Die Franconia war im Jahr 2000 nach wie vor im Besitz der Fränkischen Personen-Schiffahrt, die damals ihren Sitz in Kitzingen am Main hatte. Neben der Franconia war aber nur noch die Undine Teil der Flotte dieses Unternehmens. Laut Binnenschifferforum ist die Franconia in Bamberg gemeldet.
Im Juni 2022 war auf der Homepage der Fränkischen PersonenSchifffahrt nur noch die Undine aufgeführt.